# Pheosia tremulae
Pheosia tremulae är en fjärilsart som beskrevs av Charles Oberthür. Pheosia tremulae ingår i släktet Pheosia och familjen tandspinnare. Inga underarter finns listade i Catalogue of Life.